# Orocrambus angustipennis
Espèce
Orocrambus angustipennis est une espèce de lépidoptères (papillons) de la famille des Crambidae, endémique de Nouvelle-Zélande.

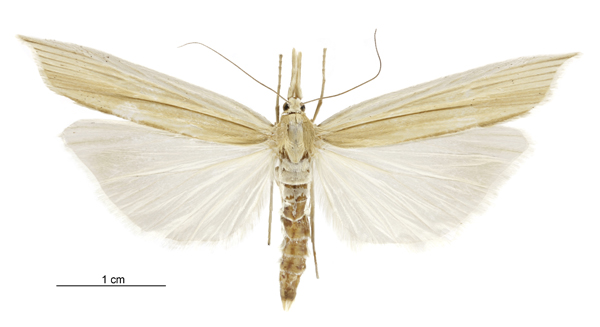
Femelle d’Orocrambus angustipennis.